# Shakuni
Shakuni est un personnage de l'épopée indienne antique du Mahabharata. Il est le prince du royaume de Gandhara et l'oncle maternel de Duryodhana, le plus âgé des frères Kaurava. Shakuni est un homme intelligent et rusé mais sournois, qui conseille à Duryodhana la plupart des ruses, tricheries et tentatives de meurtre qui conduisent à la guerre entre les Pandava et les Kaurava.

## Dans leMahabharata
Shakuni est le fils du roi Subala, dans le royaume de Gandhara. Il est le frère de Gandhari. Pendant sa jeunesse, le royaume de Gandhara est vaincu par le royaume de Hastinapura et la famille royale des Kuru.
Lorsque Gandhari épouse Dhritarashtra, le roi aveugle, et choisit de se bander les yeux à vie afin de partager le sort de son mari, Shakuni en conçoit secrètement de la rancœur contre les Pandava, à la fois à cause de la cécité du roi et parce que les Kuru ont détruit et asservi sa famille des années plus tôt. Il en conçoit également de la haine contre Bhishma qui est à l'origine de cette proposition de mariage. Dès lors, il jure la perte des Pandava et influence Duryodhana, l'aîné des Kaurava, pour le monter contre eux.
Shakuni est ainsi à l'origine de nombre de ruses tentées par Duryodhana pour tuer ou affaiblir les Pandava. Il lui conseille ainsi de mélanger du poison à la nourriture de Bhishma, ce qui échoue. Puis il est à l'origine du complot consistant à faire construire par Purochana, pour les Pandava, le palais de Lakshagraha, une demeure somptueuse mais construite principalement avec des matériaux très inflammables tels que la laque. Les Kaurava comptent l'incendier pour tuer les Pandava une fois qu'ils y seront installés, mais les Pandava sont prévenus à temps et aménagent un tunnel qui leur permet de s'échapper une fois l'incendie déclenché. Pendant que les Pandava sont réfugiés dans la forêt, Shakuni conseille au grand sage Durvasa de leur rendre visite, car il sait pertinemment que les Pandava sont réduits au dénuement et n'auront sans doute rien à offrir à manger au brahmane. Shakuni espère que le sage se mettra alors en colère et les frappera d'une malédiction.
La ruse la plus connue de Shakuni, dans laquelle il intervient en personne, est la partie de dés proposée par les Kaurava au Pandava Yudhishthira le jour de son couronnement sur le trône de Hastinapura . Shakuni sait Yudhishthira joueur et l'incite à miser toujours plus de richesses, tandis que lui-même triche aux dés et gagne à tout coup. Yudhishthira perd ainsi au jeu ses richesses, puis tout son royaume, puis ses propres frères, lui-même et leur épouse commune Draupadi. À la fin de la partie, les Pandava se trouvent privés de tout et réduits en esclavage ainsi que Draupadi. Lorsque le Kaurava Dushasana tente de l'humilier devant toute la cour, Draupadi, protégée au dernier moment par le seul Krishna, se met en colère et finit par convaincre Dhritarashtra de la libérer et d'organiser une seconde partie de dés. L'enjeu devient alors, soit de retrouver tout ce que Yudhishthira avait perdu, soit la condamnation des Pandava à un exil de douze ans suivi d'une treizième année qu'ils devront passer incognito dans le royaume, sous peine de devoir repartir en exil pour douze autres années. Shakuni gagne à nouveau et les Pandava sont exilés.
À l'approche de la guerre entre Pandava et Kaurava, vers la fin de l'exil des Pandava, Shakuni aide Duryodhana à recruter des alliés en lui recommandant de nourrir l'armée de Shalya pour gagner son alliance. 
Pendant la bataille de Kurukshetra, Shakuni est impliqué dans la mort d'Abhimanyu, l'un des fils d'Arjuna. Shakuni périt tué par Sahadeva pendant le dix-huitième et dernier jour de la guerre.

## Autres récits sur Shakuni
Dans certaines histoires, Shakuni sculpte des dés dans les os de ses parents morts (parfois, l'âme de son père entre dans l'un des dés). Les dés en question se plient à sa volonté et tombent toujours du côté qu'il souhaite.